# Tadeusz Wiktor Fenrych
Tadeusz Wiktor Fenrych (ur. 17 lipca 1882 w Poniatowie k. Płocka, zm. 16 lipca 1942 w Buchenwaldzie) – kapitan artylerii Wojska Polskiego, działacz społeczny, w 1934 zastępca członka Zarządu Głównego Związku Weteranów Powstań Narodowych R.P. 14/19.

## Życiorys
Urodził się 17 lipca 1882 w Poniatowie, w rodzinie Władysława Edwina (1850–1905) i Haliny z Feldmanów (1861–1947). Miał piątkę rodzeństwa: Stanisława, Marię po mężu Mikulską (1885–1954), Kazimierę po mężu Lubicz Gregorowicz (1887–1926), Władysława (ur. 1891) oraz Zofię po mężu Zakrocką (1901–1983). Uczęszczał do gimnazjum w Trzemesznie, a następnie do średniej szkoły rolniczej w Szamotułach. W Kuthen-Anhalt (Niemcy) ukończył Wyższą Szkołę Budowy Maszyn ze stopniem inżyniera. W latach 1908–1909 odbył obowiązkową służbę wojskową w artylerii Armii Cesarstwa Niemieckiego, jako jednoroczny ochotnik. W 1914 został zmobilizowany i w stopniu podporucznika walczył na froncie zachodnim. Po kapitulacji Niemiec podjął pracę w administracji majątku rolnego w Opieszynie (obecnie w granicach Wrześni).
W listopadzie i grudniu 1918 z polecenia Rady Ludowej we Wrześni kierował Wydziałem Gospodarki Wojennej. Pomocnik powiatowego komendanta Straży Ludowej Kazimierza Grudzielskiego od 18 grudnia 1918. Jako oficer operacyjny wchodził w skład sztabu i był jednym z organizatorów frontu północnego powstania wielkopolskiego. Mianowany po powstaniu adiutantem i oficerem operacyjnym sztabu 2 Dywizji Strzelców Wielkopolskich w Gnieźnie. Powierzono mu w kwietniu 1919 zorganizowanie pierwszej wielkopolskiej szkoły aspirantów oficerskich piechoty w Gnieźnie. Adiutant inspektora piechoty przy Dowództwie Głównym w Poznaniu od lipca 1919, a zastępca dowódcy Okręgu Generalnego w Poznaniu od 1920. Dowódca szkoły podoficerskiej w Inowrocławiu od listopada 1920, a batalionu szkolnego w Śremie od sierpnia 1921. Inspektor garnizonów w Inowrocławiu, Jarocinie i Pleszewie od 1922. W końcu 1922 został przeniesiony do rezerwy. Zweryfikowany w stopniu kapitana ze starszeństwem z 1 czerwca 1919 w korpusie oficerów rezerwy artylerii. W 1924 był oficerem rezerwowym 7 Pułku Artylerii Ciężkiej w Poznaniu. W grudniu 1923 został powołany do służby czynnej, przemianowany na oficera zawodowego w stopniu kapitana ze starszeństwem z 1 maja 1925 i przydzielony do Dowództwa Okręgu Korpusu Nr VII w Poznaniu na stanowisko kierownika Referatu Historycznego.
W 1926 doprowadził do zorganizowania Komitetu dla Badań nad Historią Powstania Wielkopolskiego 1918/19, a, który przeorganizował się w 1927 w Towarzystwo dla Badań nad Historią Powstania Wlkp. 1918/19. W latach 1925–1931 gromadził na tym stanowisku liczne materiały do dziejów powstania. Referat Historyczny pod jego kierownictwem stał się inspiratorem pierwszych obszerniejszych i syntetycznych publikacji na temat powstania wlkp. Burmistrz miasta Krotoszyna w 1931, a kilka lat później przeniósł się do Lublina, a tam kierował oddziałem wytwórni „Pudliszki”. W 1934 pozostawał w ewidencji Powiatowej Komendy Uzupełnień Jarocin. Posiadał przydział do Oficerskiej Kadry Okręgowej Nr VII. Był wówczas w dyspozycji dowódcy Okręgu Korpusu Nr VII.
Zgłosił się we wrześniu 1939 do wojska jako ochotnik i brał udział w potyczce z nieprzyjacielem koło Lublina. Zajmował się w latach okupacji gospodarstwem rolnym w Niedomicach k. Tarnowa. Aresztowany 3 marca 1941 przez gestapo i zesłany do obozu koncentracyjnego w Buchenwaldzie, gdzie 16 lipca 1942 poniósł śmierć.
Od 1924 był żonaty z Teodorą Gertrudą z Grabowskich (1894–1985), z którą miał dwóch synów: Wiktora Benedykta (1925–2006), historyka, i Tadeusza Franciszka (1928–1944), rozstrzelanego przez gestapo 26 lipca 1944 w Tarnowie.

## Ordery, odznaczenia, nagrody
- Krzyż Srebrny Orderu Virtuti Militari[6]
- Krzyż Niepodległości (20 lipca 1932)[7]
- Złoty Krzyż Zasługi (5 lipca 1939)[8]
- Srebrny Krzyż Zasługi (24 grudnia 1928)[9]
- Medal Pamiątkowy za Wojnę 1918–1921[6]
- Medal Dziesięciolecia Odzyskanej Niepodległości[6]
- „Dobosz Powstania Wielkopolskiego” (9 grudnia.2024) pośmiertnie[10]

## Publikacje
- „Próba syntezy Powstania Wielkopolskiego 1918/19” – 1928.
- „Fragmenty z frontu północnego Pozostania Wielkopolskiego” [w:] „Szkice i fragmenty z Powstania Wielkopolskiego 1918/19 w Poznaniu” – 1933.
- artykuł „O zaczątkach armii Wielkopolskiej” („Rocznik Związku Weteranów Powstań Narodowych 1918/19 w Poznaniu”) – 1935.